# Maakhaven
Maakhaven is een ateliercomplex in Laakhaven-West, de voormalige petroleumhaven van Den Haag. Het gebouw dateert van 1929 en werd in opdracht van de Bataafse Petroleum Maatschappij gebouwd. De architect was J.D. Postma.
De Bataafse Petroleum Maatschappij werd later Shell. Zij gebruikten het complex tot 1975. In 2002 kocht de gemeente Den Haag het gebouw en gaf Stroom Den Haag het in gebruik aan kunstenaars. Het kreeg de naam Maakhaven en werd beheerd door Stichting Luca.
In 2013 werd het pand met sloop bedreigd, maar uiteindelijk werd het in 2017 door de gemeente verkocht aan de Stichting Luca. Maakhaven wordt beheerd door de Stichting en het bestuur bestaat uit huurders.

## Architectuur
Het ontwerp van het gebouw is van architect J.D. Postma. Een belangrijk kenmerk van het pand is het zaagtanddak, gedragen door een geklonken stalen constructie.